# Golfclub De Scherpenbergh
Golf & Businessclub De Scherpenbergh is een Nederlandse golfclub in Lieren, gemeente Apeldoorn, in de provincie Gelderland.

## De baan
De golfbaan bestaat uit 18 holes (par 72), die zich bevinden in een parkachtig landschap. Er is ook nog een korte 9 holesbaan die 'Rondje Business' wordt genoemd.

## Het concept
Voor Nederland is het een nieuw concept dat alle leden van de golfclub bedrijfsleden zijn. Een bedrijf koopt één tot maximaal tien participaties. Dat aantal bepaalt hoeveel speelrechten het bedrijf krijgt. De participaties hebben een looptijd van vijf jaar. Daarnaast betaalt de speelgerechtigde een jaarlijkse sponsorbijdrage. Alle speelgerechtigden zijn lid van Golfclub Scherpenbergh en van de Nederlandse Golf Federatie. Als een bedrijf eenmaal lid is geworden, staan de faciliteiten (vergaderzalen) gratis ter beschikking. Op werkdagen mogen de bedrijfsleden gasten uitnodigen die geen greenfee hoeven te betalen.

## De pro's
De club heeft vier professionals in dienst. Aangezien dit een club is met uitsluitend bedrijfsleden, worden hier veel clinics georganiseerd. 